# Borowe (gmina)
Borowe (od 1973 Mogielnica) – dawna gmina wiejska istniejąca do 1954 roku w woj. warszawskim. Siedzibą władz gminy było Borowe.
Za Królestwa Polskiego gmina Borowe należała do powiatu grójeckiego w guberni warszawskiej. 19 maja?/31 maja 1870 do gminy przyłączono pozbawiony praw miejskich Przybyszew.
W okresie międzywojennym gmina Borowe należała do powiatu grójeckiego w woj. warszawskim. Po wojnie gmina zachowała przynależność administracyjną. 1 lipca 1952 roku gmina składała się z 19 gromad.
Jednostka została zniesiona 29 września 1954 roku wraz z reformą wprowadzającą gromady w miejsce gmin. Po reaktywowaniu gmin 1 stycznia 1973 roku gminy Borowe nie przywrócono a jej dawny obszar wszedł w skład nowej gminy Mogielnica.